# نیک اولی
نیک اولی (انگلیسی: Nick Olij؛ زادهٔ ۱ اوت ۱۹۹۵) بازیکن فوتبال اهل پادشاهی هلند است.
از باشگاه‌هایی که در آن بازی کرده‌است می‌توان به باشگاه فوتبال آزد آلکمار اشاره کرد.

## دوران ملی
وی سابقه دعوت شدن به تیم ملی فوتبال بزرگسالان هلند را نیز در کارنامه دارد.